# Väne-Åsaka kyrka
Väne-Åsaka kyrka är en kyrkobyggnad 11,5 km sydost om Trollhättan. Den tillhör Åsaka-Björke församling i Skara stift.

## Kyrkobyggnaden
Kyrkans äldsta delar är troligen från 1100-talet. Kyrkan fick sitt nuvarande utseende efter att det tresidigt avslutade koret byggts till 1727 och kyrktornet i väster 1836. Norr om koret finns en vidbyggd sakristia. Från början fanns en klockstapel. 
Ingången till kyrkogården utgörs av en stiglucka.

## Dekorationsmålningar
Skövdemästaren Johan Risberg bemålade 1750 taket och läktarbröstningen. Takmålningarna avlägsnades 1898-1899 i samband med en hårdhänt restaurering då bland annat taket höjdes till följd av en orgelinstallation och endast apostlabilderna på läktaren är bevarade. 

## Inventarier
- Den medeltida dopfunten är troligen från 1200-talet
- Predikstolen från 1735 och altaruppsättningen från 1727 är båda utförda i lantlig barock och sannolikt av samma mästare.
- En basunängel från 1700-talet svävar över koret.

### Orglar
Den första orgeln, byggd av Carl Axel Härngren, sattes upp 1899. Fasaden, ritad av Fredrik Lilljekvist, bevarades då ett nytt pneumatiskt verk från Lindegren Orgelbyggeri AB tillkom 1952. Det har fjorton stämmor fördelade på två manualer och pedal och visst pipmaterial från 1899 ingår.